# 赵联冠
赵联冠（1965年—），山东滕州人，汉族，中华人民共和国政治人物、第十二届全国人民代表大会山东地区代表。
毕业于山东师范大学计算机专业。加入中国民主建国会。2013年，担任全国人大代表。